# Carlos Ramiro Martínez
Carlos Ramiro Martínez Alvarado (Ciudad de Guatemala, 13 de septiembre de 1958) es un diplomático y funcionario público guatemalteco que se desempeña como ministro de Relaciones Exteriores desde el 15 de enero de 2024, anteriormente fue viceministro de Relaciones Exteriores de Guatemala en cuatro ocasiones. También ejerció como embajador de Guatemala ante Argentina y Paraguay.

## Biografía
Martínez Alvarado se graduó como licenciado en relaciones internacionales en la Universidad de San Carlos de Guatemala, también obtuvo una especialización en Italia. Aparte del español nativo, habla inglés, francés e italiano.
Ingresó al Ministerio de Relaciones Exteriores de Guatemala en la década de 1990 y comenzó a ocupar varias posiciones importantes como Subdirector de Política Multilateral y Director de Integración. Posteriormente fue nombrado como embajador de Guatemala ante la Oficina de las Naciones Unidas y otros organismos internacionales en Ginebra, Suiza. Fue embajador ante Argentina y Paraguay.
Fue nombrado como viceministro de Relaciones Exteriores de Guatemala en los siguientes períodos: 1994 a 1995 (fue viceministro junto a Bernardo Arévalo), 2004 a 2006, 2015 a 2017 y 2020 a 2022. Fue designado por el presidente Alejandro Maldonado Aguirre para representar a Guatemala en la inauguración de Mauricio Macri como presidente de Argentina en 2015.  En 2017, fue uno de los viceministros que renunciaron con el entonces ministro de Relaciones Exteriores Carlos Raúl Morales cuando se rehusaron a declarar como persona non grata al entonces comisionado de la CICIG Iván Velásquez Gómez. En 2020, regresó al puesto durante el mandato del ministro Pedro Brolo. Dejó el cargo como viceministro en febrero de 2022, y fue nombrado como embajador ante Italia. Pese a que el presidente italiano Sergio Mattarella había concedido su beneplácito para la nominación, Martínez no asumió el cargo.
En la segunda reunión de transición con el gobierno saliente de Alejandro Giammattei, Martínez fue designado por el presidente electo Bernardo Arévalo como miembro del equipo de transición y desde entonces se ha encargado del tema relacionado con la política exterior. Ha acompañado al presidente electo a sus viajes al extranjero. El 9 de enero de 2024, fue designado como ministro de Relaciones Exteriores. Asumió el cargo el 15 de enero de 2024.
En julio de 2024, Martínez fue citado a una interpelación por el Congreso de la República debido a sus posturas sobre Palestina en la Organización de las Naciones Unidas. Sin embargo, la interpelación se concluyó hasta enero de 2025, durante todo este período estaba inhabilitado constitucionalmente para salir del país. En su lugar, las representaciones internacionales fueron asumidas por la viceministra Mónica Bolaños.